# اتحاد الإمارات للجودو
اتحاد الامارات للجودو. تاسس عام 1999 م تحت اسم اتحاد الإمارات للمصارعة والجودو، ومع مرور الوقت، طور الاتحاد تخصصات استثنائية في الجودو وتمت إعادة تنظيمها للتركيز على الجودو فقط.
تم إنشاء الاتحاد بقرار الهيئة العامة للرياضة والشباب في دولة الإمارات العربية المتحدة.
أهدافه تعزيز الرياضة المحلية واللياقة البدنية داخل المجتمع الرياضي في دولة الإمارات العربية المتحدة.

## أنظر أيضا
- بطولة أبوظبي جراند سلام للجودو
- الرياضة في الإمارات

## وصلات خارجية

### فديوهات إعلامية
- اتحاد الإمارات للجودو .. زيادة عدد الدول المشاركة في البطولات العالمية الثلاثة الكبرى على يوتيوب.